# 中胚层
中胚层（mesoderm）是胚胎中位于内外胚层之间的胚层。在绘图中，传统上用红色表示。
人类的中胚层在胚胎发育第三周出现，原条的形成代表着中胚层的出现。 
并非所有动物胚胎都有中胚层。只有两侧对称动物才有三層胚层。

以下器官由中胚层形成：
- 真皮
- 骨
- 骨骼肌
- 结缔组织
- 内臟的平滑肌
- 心臟
- 血管
- 血细胞
- 脾
- 淋巴结
- 淋巴管
- 肾
- 生殖系统
- 腹膜

## 划分
- 胚内中胚层
  - 轴中胚层（脊索）
  - 脊索旁中胚层（肌节；生骨节，生肌节，生皮节）
  - 间介中胚层（泌尿系统、生殖系统）
  - 侧中胚层（壁层，脏层）
- 胚外中胚层
  - 包绕 胚外体腔

中胚层和间充质并非同一概念。中胚层是胚胎学概念，而间充质却是组织学概念。

## 延伸閱讀
- Gurdon, J.B. . Zagris, Nikolas;  et al  (编). . Springer. 1995. ISBN 978-0-306-45132-4.
- Kenderew, John Cowdery & Lawrence, Eleanor (编). . . John Wiley & Sons. 1994: 541. ISBN 978-0-632-02182-6.
- Liu, Shu Q. . . John Wiley & Sons. 2007. ISBN 978-0-471-70907-7.
- McGeady, Thomas A.;  et al. . . Wiley-Blackwell. 2006. ISBN 978-1-4051-1147-8.
- Pappaioannou, Virginia, E. . Lanza, Robert Paul  (编). . Gulf Professional Publishing. 2004  [2016-08-25]. ISBN 978-0-12-436642-8. （原始内容存档于2017-03-21）.
- Sherman, Lawrence S. et al (编).  3rd. Elsevier Health Sciences. 2001  [2016-08-25]. ISBN 978-0-443-06583-5. （原始内容存档于2017-09-24）.